# Volo Crossair 3597
Il volo Crossair LX 3597 era un collegamento aereo tra Berlino e Zurigo. Il 24 novembre 2001, l'aeromobile che operava il volo, un Avro RJ100, si schiantò vicino al comune di Bassersdorf, mentre tentava un avvicinamento all'aeroporto di Zurigo. 24 delle 33 persone a bordo morirono, tra cui Melanie Thornton e due delle tre cantanti della band Passion Fruit.

## L'aereo
L'aereo dell'incidente, un Avro 146-RJ100, era registrato come HB-IXM, prodotto nel 1996, effettuò il suo volo inaugurale il 16 agosto e registrò più di 13.000 ore e 11.500 cicli in totale prima dell'incidente. L'aereo fu consegnato a Crossair il 23 agosto 1996. L'aereo era alimentato da quattro motori turbofan Lycoming LF507-1F.

## Il disastro

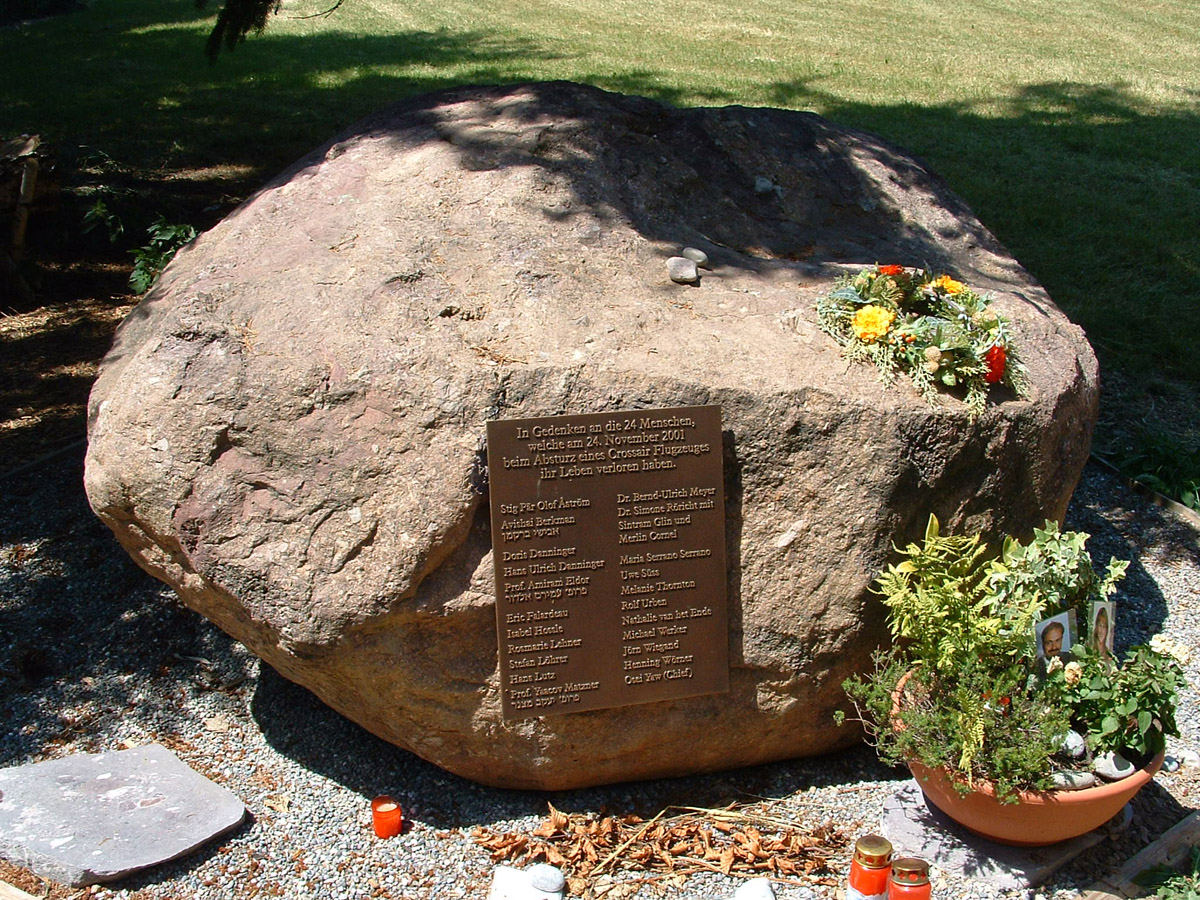
Monumento commemorativo posto sul sito dell'incidente

Il volo 3597 partì dall'Aeroporto di Berlino-Tegel alle 21:01 CET con 28 passeggeri, tre assistenti di volo e l'equipaggio della cabina di pilotaggio composto dal capitano Hans Ulrich Lutz (57) e dal primo ufficiale Stefan Löhrer (25). Lutz era un pilota di grande esperienza con oltre 19.500 ore di volo, di cui circa 19.300 come pilota al comando. Löhrer, al contrario, era inesperto, con solo 490 ore di volo totali.
All'arrivo nello spazio aereo di Zurigo, circa un'ora dopo il decollo, i piloti furono autorizzati a un approccio con sistema di atterraggio strumentale (ILS) alla pista 14, ma furono reindirizzati dai controllori di volo verso un approccio VOR/DME (VHF Omnidirectional Range/Distance Measuring Equipment) alla pista 28, a causa della normativa contro l'inquinamento acustico dopo le ore 22:00.
C'erano condizioni di scarsa visibilità a causa delle nuvole basse e il registratore vocale della cabina di pilotaggio (CVR) catturò la trasmissione di un volo Crossair in atterraggio precedente informando il controllo del traffico aereo (ATC) che non potevano vedere la pista fino a 2,2 miglia nautiche (4,1 km), 2,5 miglia di distanza. Alle 22:07 CET, il volo 3597 si schiantò contro una catena boscosa di colline vicino alla cittadina di Bassersdorf, a circa 4 chilometri (2,5 miglia) dalla pista, dove si spezzò e prese fuoco. Morirono 24 persone, compresi i 2 piloti e 1 assistente, mentre sopravvissero 7 passeggeri e 2 assistenti.

## Passeggeri
Il volo 3597 trasportava un totale di 33 persone. A bordo c'erano 5 membri dell'equipaggio e 28 passeggeri.
Tra le 24 persone morte nell'incidente c'erano Melanie Thornton, l'ex cantante del duo eurodance tedesco La Bouche, e le cantanti Nathaly van het Ende e Maria Serrano Serrano del trio eurodance tedesco Passion Fruit; la terza cantante del gruppo, Debby St. Maarten e il manager, furono tra le 9 persone sopravvissute.
L'imprenditrice e politica svizzera e futura consigliera nazionale per il Partito Socialista Jacqueline Badran era tra i sopravvissuti allo schianto.

## Le indagini
Sebbene il capitano Lutz fosse un pilota esperto, la sua competenza fu presto esaminata attentamente dagli investigatori dell'Ufficio svizzero d'inchiesta sugli incidenti aerei (AAIB). L'AAIB concluse che l'incidente fu del tipo volo controllato contro il suolo (CFIT) causato da una serie di errori del pilota e di navigazione che portarono l'aereo fuori rotta, facendolo schiantare contro una collina, 4,05 chilometri (2,52 mi; 2,19 nmi) prima e 150 metri (490 piedi) a nord della pista di atterraggio assegnata, la 28.
Il volo 3597 era stato originariamente programmato per atterrare sulla pista 14, quella di atterraggio principale di Zurigo, che era dotata di un sistema ILS che fornisce una guida verticale e laterale alla pista. Il CVR registra Lutz e Löhrer mentre discutono "dell'avvicinamento 14" così come la richiesta di Lutz che Löhrer dicesse l'altezza di quando l'aereo avrebbe raggiunto i 100 piedi sopra DA (Decision Altitude - l'altitudine alla quale l'equipaggio deve prendere la decisione se atterrare o iniziare una manovra di mancato avvicinamento qualora la pista o uno dei suoi elementi non siano chiaramente visibili).
Tuttavia, il volo 3597 era in ritardo e non avrebbe raggiunto Zurigo prima delle 22:00 CET, rendendo necessaria una modifica al piano di atterraggio. L'ATC di Zurigo, al fine di conformarsi a una nuova legge svizzera promulgata per ridurre il rumore causato dagli aerei in avvicinamento sulla Germania meridionale nelle ore tarde serali, reindirizzò tutti i voli in avvicinamento finale per passare dalla pista 14 dotata di ILS alla meno precisa pista 28 dotata di VOR/DME. Questo cambio costrinse Lutz ad abbandonare l'avvicinamento ILS pianificato e richiese a Löhrer di consultare le carte Jeppesen per la pista 28. Le carte includevano una nuova serie di parametri di avvicinamento, tra cui quello più critico era l'altitudine minima di discesa (MDA) maggiore.
La MDA stabilisce l'altitudine minima in MSL per volare in sicurezza sopra eventuali ostacoli o terrapieni nella traiettoria di avvicinamento finale prima che venga effettuato il contatto visivo con la pista. A differenza di un DA in un avvicinamento di precisione, un MDA richiede che dopo aver attraversato il Final Approach Fix (punto di inizio della discesa finale), il velivolo debba scendere e mantenere l'MDA fino a quando il pilota non segnala che la pista è in vista, consentendo di completare visivamente l'atterraggio in sicurezza. A differenza dell'approccio ILS, che mostra la posizione laterale e verticale, l'approccio VOR/DME mostra solo la posizione laterale dell'aereo e la sua distanza rispetto alla pista. A causa dell'aumento dell'errore di azimut associato all'uso dei VOR e della mancanza di guida verticale (pendenza di planata), la MDA è quindi generalmente maggiore rispetto alla DA (Decision Altitude) per un ILS.
Sebbene entrambi i piloti fossero di base a Zurigo e il CVR avesse registrato la richiesta di Lutz a Löhrer se questi avesse avuto familiarità con "l'approccio 28", che Löhrer aveva confermato di avere, Lutz regolò i comandi dell'aereo per una discesa eccessivamente ripida che portò il volo 3597 a raggiungere l'MDA molto in anticipo sul previsto.
Quando Löhrer riferì che l'aereo aveva raggiunto i 100 piedi sopra la MDA, il CVR registrò Lutz che chiedeva a Löhrer: "Abbiamo contatto con il suolo?" Löhrer esitò prima di rispondere: "Sì". Tuttavia, i simulatori di volo programmati con l'ora del giorno, il terreno e il tempo che Lutz stava affrontando in quel momento permisero agli investigatori di determinare che l'unico terreno che Lutz o Löhrer potevano vedere era quello collinare che stava sorvolando l'aereo. Dopo aver raggiunto la MDA di 2.400 piedi (730 m), Lutz dichiarò di avere "contatto con il suolo" e avrebbe continuato; quindi, portò l'aereo deliberatamente sotto la MDA senza avere il contatto visivo richiesto né con le luci di avvicinamento né con la pista, un grave errore che alla fine avrebbe portato allo schianto.
A questo contribuì anche il fatto che Löhrer non fece alcun tentativo per impedire il proseguimento del volo al di sotto della MDA. Lutz ha commesso un ulteriore errore non monitorando il DME mentre si avvicinava; il CVR registrò la descrizione di quasi tutte le azioni effettuate nella cabina di pilotaggio, ma non registrò alcuna lettura del DME dopo un controllo, verificato da Löhrer, a 6 miglia nautiche (11 km; 6,9 mi) dalla pista 28. Qualche istante prima dell'incidente, il commento di Lutz suggerì agli investigatori che egli credeva di essere a circa 2,2 miglia nautiche (4,1 km; 2,5 mi) dalla pista 28 perché disse: "Qualcuno ha detto di aver visto la pista in ritardo qui". Invece, Lutz si trovava a più di 4 miglia nautiche (7,4 km; 4,6 mi) dalla pista e non avrebbe potuto vederla a causa della presenza di una collina di 2.400 piedi (730 m) al di sotto della MDA, che gli oscurava la vista. Poco prima dello schianto, la voce sintetica del sistema di allarme di prossimità al suolo (GPWS) annunciò la lettura del radioaltimetro a 500 piedi dal suolo. Lutz esclamò: "Merda, due miglia ha detto, vede la pista!". Pochi secondi dopo Lutz disse: "Duemila" e poi un secondo dopo la voce sintetica diede il messaggio GPWS "minimal", che fu attivato dalla lettura del radioaltimetro a 300 piedi. Anche se Lutz si rese finalmente conto di non essere riuscito a scorgere la pista significava che era necessario avviare una manovra di mancato avvicinamento (detta "riattaccata"), il suo ordine di effettuare la riattaccata giunse troppo tardi; i motori dell'aereo non erano in grado di aumentare il regime abbastanza velocemente da generare una spinta sufficiente per salire sopra la collina che ostruiva la visuale, e l'aereo si schiantò contro la cima della collina alle 22:06 CET.

## Rapporto finale
Secondo le indagini, l'incidente fu conseguenza di circostanze sfavorevoli e di errori umani. L'aereo doveva atterrare a Zurigo sulla pista 14, dotata di ILS, che i piloti conoscevano alla perfezione per esperienza, ma il cui corridoio di discesa sorvolava il confinante territorio tedesco. A causa di ciò, una recente normativa svizzera aveva vietato l'uso della pista 14 dopo le ore 22, per evitare "incidenti diplomatici" con il paese confinante. Pertanto, il controllore di Zurigo istruì l'equipaggio di procedere con l'allineamento alla pista 28, situata in territorio svizzero ma che non era tuttavia dotata di sistema ILS.
I piloti si uniformarono alle istruzioni ricevute, ma a questo punto non avevano svolto la corretta navigazione per approcciare la pista 28 ed erano scesi troppo, ma se ne accorsero tardi a causa della mancanza di ILS e della visibilità molto bassa. L'aereo impattò sulla cima della collina (che tra l'altro si scoprì non essere segnalata sulle carte di navigazione di bordo), uccidendo la maggior parte degli occupanti del velivolo.
Il rapporto dell'AAIB stabilì anche che Lutz non aveva eseguito le corrette procedure di navigazione e atterraggio in precedenti occasioni, ma Crossair non aveva intrapreso alcuna azione per rimuoverlo dal servizio di trasporto di passeggeri. Lutz aveva fallito due volte nell'aggiornare le sue certificazioni di volo al più complesso MD-83 a causa dell'insufficiente comprensione dei suoi sistemi di navigazione computerizzati. Il rapporto documentava anche il ruolo di Lutz nel causare la perdita totale di un Saab 340 ritraendo il suo carrello di atterraggio mentre era ancora sul piazzale, che portò Crossair a sollevarlo dai suoi compiti di istruttore di volo nel 1991.
Nonostante queste carenze dimostrate, tuttavia, Crossair continuò a consentire a Lutz di condurre voli di linea con trasporto passeggeri (secondo quanto riferito a causa della carenza di piloti qualificati) ed egli continuò a dimostrare le sue carenze complessive come pilota di linea. Questi includevano un incidente quasi mancato durante l'avvicinamento finale all'Aeroporto di Lugano dove Lutz arrivò a meno di 300 piedi (91 m) dalla collisione con la riva del Lago di Lugano durante una pericolosa discesa di 4.000 piedi (1.200 m) al minuto, e un errore di navigazione durante un giro turistico sulle Alpi che portò il volo lontano dalla sua rotta verso Sion. In questo particolare incidente, Lutz perse il suo avvicinamento a Sion e girò sopra quello che pensava fosse l'aeroporto di Sion per diversi minuti prima che i passeggeri notassero i segnali stradali in italiano; l'errore di navigazione li aveva portati oltre il Passo del Gran San Bernardo e l'aeroporto che stavano girando era in realtà l'Aeroporto di Aosta in Italia.

## Il volo 3597 nei media
L'incidente del volo 3597 è stato analizzato nell'episodio Schianto sulla collina della decima stagione del documentario Indagini ad alta quota, trasmesso su National Geographic Channel.